# یواس‌اس وینتربری (ای‌ان-۵۶)
یواس‌اس وینتربری (ای‌ان-۵۶) (به انگلیسی: USS Winterberry (AN-56)) یک کشتی بود که طول آن 194' 6" بود. این کشتی در سال ۱۹۴۴ ساخته شد.